# Afrotropikus faunaterület

Az afrotropikus és a madagaszkári faunaterület

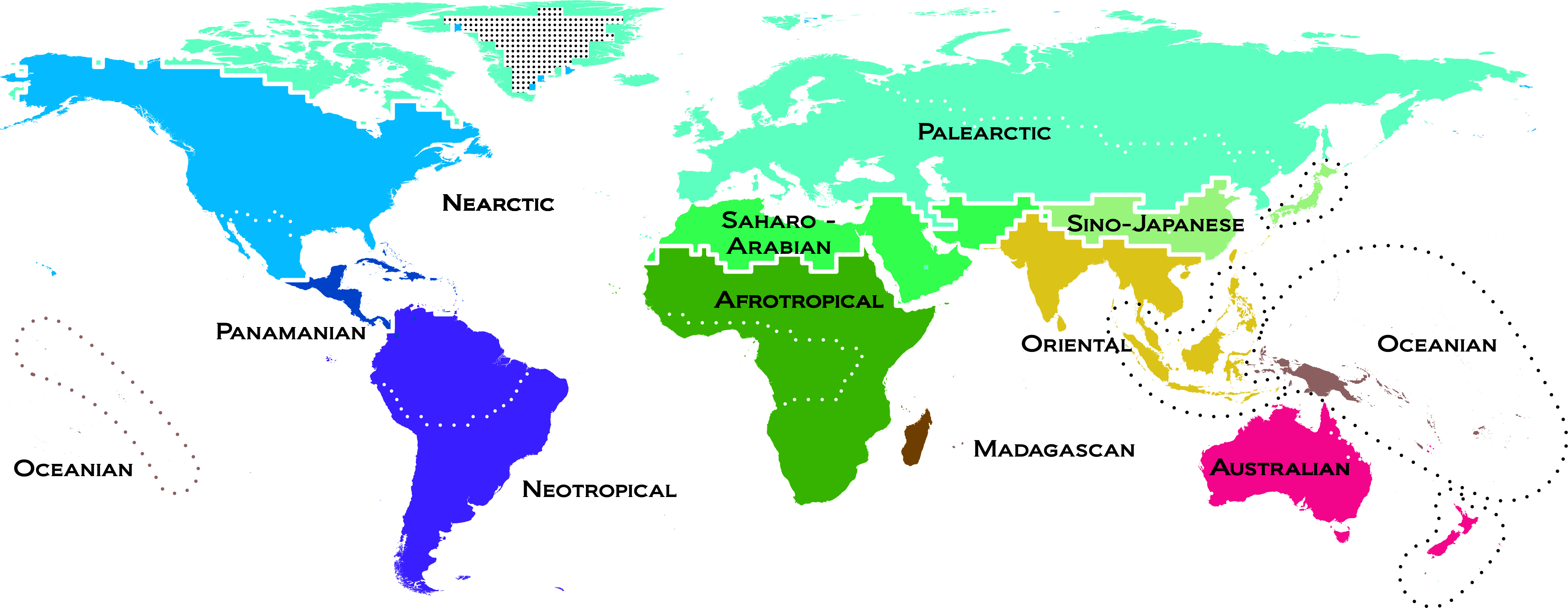
Faunabirodalmak a Koppenhágai Egyetem (Center for Macroecology, Evolution and Climate) szerint

A palearktikus faunatartomány

A Föld Dudich-féle állatföldrajzi felosztása szerint az etiópiai, más néven: afrotropikus faunaterület az északi faunabirodalom (Arctogea) legdélibb, a déli féltekére átnyúló része. Több korszerű beosztásban önálló faunabirodalomnak tekintik.
A WWF 8 ökozónára osztja a Földet, eszerint a terület megnevezése afrotropikus ökozóna.

## Elhelyezkedése, határai
Ide tartozik Afrika nagyobbik, a Szaharától délre elterülő része, valamint az Arab-félszigetnek a Ráktérítőtől délre eső harmada. A Szaharában és az Arab-félszigeten is széles átmeneti zóna választja el a holarktikus faunaterülettől. Hozzá soroljuk egyfelől Zanzibárt és az Indiai-óceán más, Afrika szarva közelében elhelyezkedő kisebb-nagyobb szigeteit, másfelől az Atlanti-óceán déli medencéjének szigeteit. Nem tartozik viszont hozzá Madagaszkár a környező szigetekkel — ezeket madagaszkári faunaterület néven önálló állatföldrajzi egységbe különítjük el.

## Kialakulása
Az Afrika mai képére oly jellemző nagy testű emlősök (patások és nagyragadozók) legtöbbje nem itt fejlődött ki, hanem Eurázsiában.  Ez az úgynevezett Siwalik-fauna a miocén időszak végén, illetve a pliocén elején vándorolt be több hullámban. Az új, a füves pusztákhoz   alkalmazkodott fajok visszaszorították az ősi, erdei állatvilágot, aminek maradványai jobbára csak a Nyugat-Afrikában fennmaradt őserdőkben és Madagaszkár szigetén éltek tovább.

## Állatföldrajzi tartományai
Területét három állatföldrajzi tartományra tagoljuk:
- nyugat-afrikai faunatartomány,
- kelet-afrikai faunatartomány,
- dél-afrikai faunatartomány.

## Éghajlata, növényzete
A faunaterület északi és északkeleti része, ill. az Arab-félsziget déli része sivatag, illetve félsivatag. Ugyancsak zonális sivatagok alakultak ki a kontinens délnyugati csücskén; ezek választják el a dél-afrikai faunatartományt a másik kettőtől. Az egyenlítő környéke a trópusi övben van, a Kongó-medencét ennek megfelelően trópusi esőerdő, a Viktória-tó környékének hegyvidékei köderdők borítják. A félsivatagok és az esőerdők közötti sávok növényzete a szavanna.

## Állatvilága
A faunaterület állatvilága meglehetősen egységes, önálló, gazdag és telített.

### Emlősök
Az állatföldrajzi területegységek alapja az emlős taxonok elterjedése. Ennek megfelelően ennek az állatcsoportnak a jellegzetességei a legjobban dokumentáltak. Ennek a faunaterületnek az az emlősfaunája kivételesen gazdag, különösen a patások (zebrák, antilopok, vízilovak, orrszarvúak), a ragadozók (Carnivora) és a főemlősök (Primates) fajgazdagok. Sok a rágcsáló is. A denevérek közül főleg a nagyobb testű fajok élnek itt.
A Siwalik-fauna betelepülése előtt Afrikában fejlődött ki és azóta is itt endemikus az emlősök három rendje:
- csövesfogúak — a rend egyetlen ma élő faja a földimalac (Orycteropus afer),
- Afrosoricida:
  - aranyvakondfélék (Chrysochloridae) 21 fajjal és
  - tanrekfélék (Tenrecidae) 30 fajjal;
- elefántcickány-alakúak (Macroscelidea) 15 élő és számos kihalt fajjal, köztük:
  - a vidracickányfélék (Potamogalidae) és
  - az aranyvakondfélék (Chrysochloridae) családjaival.

Ugyancsak Afrikában fejlődtek ki és innen terjedtek át más kontinensekre:
- az ormányosok (Proboscidea) és rokonaik,
- a tengeri tehenek (Sirenia) — ezek típusos afrikai faja a szenegáli lamantin (Trichechus senegalensis) és
- a szirtiborz-alakúak (Hyracoidea) rendje — ennek egy recens faja él a Közel-Keleten.

Endemikus emlőscsalád:
- zsiráffélék (Giraffidae) (két fajjal).

#### Patások
Jellegzetességei a nagy testű növényevő emlősök; itt él az ormányosok (Proboscidea) három recens fajából kettő:
- afrikai elefánt (Loxodonta africana), a Föld legnagyobb szárazföldi állata;
- erdei elefánt (Loxodonta cyclotis).

Főleg a szavannán számos antilopfaj él.
1. A páratlanujjú patások (Perissodactyla) közül jellegzetes:
- a zebra (Equus burchellii),
- a keskeny szájú orrszarvú (Diceros bicornis);
- a nszéles szájú orrszarvú (Ceratotherium simum).

2. A párosujjú patások (Artiodactyla) közül:
- nílusi víziló (Hippopotamus amphibius) - a Hippopotamus (valódi víziló) nem egyetlen élő faja,
- a törpe víziló (Choeropsis liberiensis),
- a zsiráf (Giraffa camelopardalis),

valamint rengeteg szarvasmarhaféle (Bovidae):
- az impala (Aepyceros melamphus),
- a szassza (Oreotragus oreotragus),
- az oribi (Ourebia ourebi),
- a pézsmaantilop (szuni, Neotragus moschatus),
- a déli őszantilop (fokföldi törpeantilop, Raphicerus melanotis),
- számos gazella (Gazella spp.),
- a bóbitás antilopok (Cephalopinae) és
- a lóantilopok (Hippotraginae).

A nagytestű szarvasmarhafélék a legismertebbek:
- a kafferbivaly (Synceros caffer) — a tulkok (Bovini) egyetlen afrikai faja,
- a jávorantilop (Taurotragus oryx),
- a nagy kudu (Tragelaphus strepsiceros), de sok más ismert faj is él itt; főleg a szavannákon.

#### Ragadozók
A  macskafélék (Felidae)  közül itt él:
- a karakál (Caracal caracal),
- a szervál (Leptailurus serval),
- a gepárd (Acinonyx jubatus) öt alfaja közül négy,
- az oroszlán (Panthera leo) legtöbb alfaja (ugyancsak egy kivétellel) és
- az afrikai leopárd (Panthera pardus pardus) — a zanzibári leopárd valószínűleg kihalt.

A hiénafélék (Hyenidae) közül itt él:
- a barna hiéna (Hyena brunnea),
- a foltos hiéna (Crocuta crocuta),
- a cibethiéna (Proteles cristatus).

A kutyaféléket (Canidae) képviseli:
- a hiénakutya (Lycaon pictus),
- a lapátfülű kutya (Otocyon megalotis),
- a panyókás sakál (Canis mmesomelas) és
- az ezüsthátú róka (Vulpes chama).

A cibetmacskafélék (Viverridae) jellemző képviselői:
- az afrikai cibetmacska (Civettictis civetta),
- a tigris petymeg (Genetta tigrina);

A mongúzfélék (Herpestidae) legismertebb fajai:
- a rókamanguszta (Cynictis penicillata) és
- a szurikáta (Suricata suricatta).

#### Főemlősök
A főemlősök (Primates) közül csak itt élnek a fülesmakik (Galagidae), mint például:
- a karcsú lóri (Loris tardigradus),
- a pottó (Perodicticus potto) és
- a déli fülesmaki (Galago moholi).

Majomfajai a keskenyorrú majmok (Catarrhini) részalrendjének tagjai (miként az ázsiai majmok is). Közülük csak itt élnek:
- a páviánok (Papio spp.),
- cerkófmajomformák (Cercopithecini),
- a karcsúmajomformák (Colobinae) közül a kolobuszok (gerezák, Colobus spp.).

A faunaterületen az emberszabásúak négy faja endemikus:
- a keleti gorilla (a kelet-afrikai faunatartományban),
- a nyugati gorilla (a nyugat-afrikai faunatartományban),
- a közönséges csimpánz (3 alfaja a nyugat-, egy a kelet-afrikai faunatartományban) és
- a bonobó (a nyugat- és a kelet-afrikai faunatartomány határvidékén).

#### Kisemlősök
Jellemző kisemlősök:
- több tobzoska faj.

A rágcsálók (Rodentia) endemikus családjai:
- az ugrónyúlfélék (Pedetidae) mindössze két fajjal:
  - fokföldi ugrónyúl (Pedetes capensis) és
  - kelet-afrikai ugrónyúl (Pedetes surdaster).

a gundifélék (Ctenodactylidae) öt fajjal és
- a pikkelyesfarkú mókusfélék (Anomaluridae) hét fajjal.

### Madarak
A kontinens madárvilága gazdag, de kevés taxon endemikus — olyannyira, hogy a hat endemikus családból három monotipikus.
Endemikus madarai:
- struccfélék (Struthioniformes)egyetlen faja a strucc (Struthio camelus),
- a kígyászkeselyűfélék (Sagittariidae) egyetlen faja a kígyászkeselyű (Sagittarius serpentarius),
- a papucscsőrűmadár-félék (Balaenicipitidae) család egyetlen faja a papucscsőrű madár (Balaeniceps rex),
- a mézkalauzfélék (mézmutató madarak, Indicatoridae) 17 fajából kettő az indo-maláj ökozónában él,
- a turákófélék (pizángevő madarak, Musophagidae) 23 recens faját 6 nembe sorolják.

Jellemzőek még:
- a gyöngytyúkfélék (Numididae),
- az egérmadárfélék (Coliidae),
- a szövőmadárfélék (Ploceidae); ezek néhány faja a madagaszkári faunaterületem él.

### Hüllők
A hüllőfauna is igen gazdag; itt él az
- agámafélék (Agamidae),
- a varánuszfélék (Varanidae),
- a nyakörvösgyíkfélék (Lacertidae) és
- a gekkófélék (Geckonidae) legtöbb faja.

Magasabb szintű endemizmusoknak
- a kaméleonfélék (Chamaeleonidae) és
- a tobzosfarkú gyíkok (Cordylidae) tekinthetők.

A régióból teljesen hiányoznak a csörgőkígyók (Crotalinae), noha a valódi viperák alcsaládjának (Viperinae) számos más faja megtalálható itt, például:
- a gaboni vipera (Bitis gabonica) és
- a puffogó vipera (Bitis arietans)

A mérgessiklófélék (Elapidae) közül itt élnek a mambák (Dendroaspis spp.).

### Kétéltűek
A lábatlan kétéltűek (Gymnophiona) közül jellemző endemizmus az afrikai gilisztagőtefélék családja (Scolecomorphidae).
A békák közül bennszülöttnek tekintik a pipabékafélék (Pipidae) családjába tartozó karmosbékákat (Xenopus spp.). Teljesen
hiányoznak a levelibékák (Hylidae) és az ásóbékák (Pelobatidae).

### Halak
Afrika vizei számos bennszülött halfajnak adnak otthont. Endemikusak:
- tüdőshalak (Dipnoi) alosztályának hat faja közül négy él Afrikában, köztük
  - az afrikai gőtehal (Protopterus annectens).
- sugarasúszójú halak (Actinopterygii) osztályának legősibb ma élő képviselői a sokúszós csukafélék (Polypteriformes), amelyeknek mind a tizenkét faja Afrikában él (főleg a Kongó vízgyűjtő területén.

Sok endemikus taxon fejlődött ki a kontinens olyan elszigetelt, régi tavaiban, mint a Tanganyika-tó és a Viktória-tó.
A kizárólag Afrikában élő bölcsőszájú halak (Cichilidae) főleg Kelet-Afrika tavaiban gyakoriak.

## Ízeltlábúak
A faunaterület rovarvilága gazdag és változatos. A trópusi erdőségekben élnek a Föld legnagyobb bogarai, a góliátbogarak (Goliathus spp.)

### Kelet-afrikai faunatartomány
Páratlan a kelet-afrikai nagy tavak (Viktória-tó, Malawi-tó, Tanganyika-tó) biológiai sokfélesége. Számos édesvízi halfaj él itt, köztük a bölcsőszájú halak legtöbb faja.
Jellemző kisemlősök:
- kelet-afrikai szirtiborz (Heterohyrax brucei)

### Nyugat-afrikai faunatartomány
Jellemző madarai a gólyalábú varjak (Picathartidae).
Itt, az Atlanti-óceán partvidékén él a valószínűleg legfeltűnőbb majomfaj, a mandrill (Mandrillus sphinx).
Jellemző kisemlősök:
- fürge vidracickány (Potamogale velox)
- nyugat-afrikai fakúszóborz (Dendrohyrax dorsalis)

### Dél-afrikai faunatartomány
Jellemző madarai a szirtirigófélék (Chaetopidae).
Jellemző kisemlősök:
- szurikáta (Suricata suricatta)
- fokföldi szirtiborz (Procavia capensis)

Partvidékén került elő 1938-ban az élő kövületnek tekintett bojtosúszós maradványhal (Latimeria chalumnae).